# Józef Kowalski (veteraan)
Józef Kowalski (Smerekivka, Lviv, 2 februari 1900? – Tursk, 7 december 2013) was de oudste man van Polen en de op een na laatste Pools-Russische oorlogsveteraan (Alexander Imich was de laatste). Aan het begin van de Tweede Wereldoorlog nam hij deel aan de Poolse Veldtocht. Later werd hij gevangengenomen en in een concentratiekamp gestopt.
Hij woonde in het gehucht Tursk, vlak bij Sulęcin.

## Decoraties
- Krzyż Oficerski Order Odrodzenia Polski
- Medal Pro Memoria
- Zasłużony dla Warszawy
- Państwowa Odznaka Sportowa
- Ereburger van Warschau
- Ereburger van Radzymin